# Charles Sturt
Charles Napier Sturt (Chumar, 28 aprile 1795 – Cheltenham, 16 giugno 1869) è stato un esploratore britannico, fu uno tra i più importanti esploratori nella storia dell'Australia e il primo a tracciare una mappa del fiume Murray. Scoprì e scelse i nomi dello stesso Murray, dell'altro fiume Darling e del Lago Alexandrina.

## Biografia

### Infanzia in India e studi in Inghilterra
Nacque in India ed era uno dei 13 figli di una famiglia inglese, il padre Thomas Lenox Napier Sturt – originario del Dorsetshire – lavorava come giudice in Bengala per conto della Compagnia britannica delle Indie Orientali. All'età di 5 anni Charles Sturt fu mandato in Inghilterra a studiare e a 15 entrò nella Harrow School. Le ristrettezze economiche della famiglia gli impedirono di accedere agli studi universitari e nel 1813 fu arruolato nel British Army con l'incarico di guardiamarina.

### Carriera militare
Prestò servizio nei Pirenei verso la fine della guerra d'indipendenza spagnola e fu poi inviato nella colonia britannica del Canada per combattere nella guerra anglo-americana. Tornò in Europa alcuni giorni dopo la battaglia di Waterloo, nei tre anni successivi fu in Francia con l'esercito di occupazione e nel 1818 il suo reggimento fu trasferito in Irlanda. Fu promosso tenente il 7 aprile 1823 e capitano il 15 dicembre 1825. Nel dicembre 1826 fu imbarcato con un distaccamento del suo reggimento per scortare detenuti nelle colonie penali del Nuovo Galles del Sud, a quel tempo parte della colonia britannica dell'Australia. Al suo arrivo ricevette l'incarico di segretario militare del governatore Ralph Darling con il grado di maggiore di brigata della guarnigione.

### Trasferimento in Australia ed esplorazioni
Con questi incarichi avrebbe potuto dedicarsi alla politica ma fu affascinato dalla scoperta del continente australiano che era in corso in quegli anni. Gli esploratori John Oxley e Allan Cunningham avevano tracciato le mappe di alcuni fiumi che si dirigono verso il centro del continente, era opinione diffusa che sfociassero in uno sconosciuto mare interno e sia Sturt che altri esploratori si dedicarono alla sua scoperta. Nel novembre 1827, il governatore accettò di affidargli una spedizione all'interno risalendo il fiume Macquarie, circostanza che gli attirò l'inimicizia dell'esploratore Thomas Mitchell, il quale si sentì offeso sostenendo che Sturt non aveva alcuna esperienza e che l'esplorazione di quei luoghi faceva parte delle sue competenze.

#### Prima spedizione
L'approvazione definitiva del governatore arrivò il 4 novembre 1828, la spedizione prese il via da Sydney il 10 novembre e il 22 dicembre entrò nelle acque del Macquarie e nei primi giorni del 1829 proseguì lungo il fiume Bogan. Il 2 febbraio raggiunsero la confluenza con uno sconosciuto fiume che scorreva verso ovest e che Sturt battezzò Darling in onore del governatore. Lo risalirono per alcuni giorni ma le acque erano imbevibili a causa delle sorgenti salate, tornarono indietro e risalirono verso nord il fiume Castlereagh, scoprendo che a sua volta confluiva nel Darling. Nel corso della spedizione furono inoltre perlustrate le paludi di Macquarie. Al ritorno a Sydney, Sturt presentò un abbozzo del sistema fluviale settentrionale esplorato e ricevette gli elogi di Darling.

#### Seconda spedizione
Sturt chiese il benestare per una nuova spedizione sul Darling, ma gli fu accordato il permesso di perlustrare il sistema dei fiumi Lachlan - Murrumbidgee scoperto da Oxley e di spostarsi eventualmente sul Darling solo nel caso che il Murrumbidgee fosse stato impraticabile. La seconda spedizione partì il 3 novembre 1829 e il 28 novembre entrarono in un territorio sconosciuto. Procedettero via terra, attraversarono alcune volta con difficoltà il Murrumbidgee e il giorno di Natale giunsero alla confluenza con il Lachlan. Il 7 gennaio 1830 partì con due barche e sette uomini lungo il Murrumbidgee. Il 14 gennaio scoprirono un grande fiume, a cui in seguito Sturt diede il nome Murray in onore del segretario di Stato per le colonie George Murray. Scesero il fiume verso valle, trovarono la confluenza con il Darling e il 9 febbraio giunsero alla foce del Murray nel Lago Alexandrina, dal quale attraversarono le colline e arrivarono alla costa meridionale. Il canale attraverso il quale il lago entrava in mare non era navigabile, inoltre non era arrivata da Sydney la nave promessa da Darling e dovettero affrontare un duro e lungo viaggio di ritorno di 1.448 km che ebbe inizio remando controcorrente sul Murray il 12 febbraio ed ebbe fine a Sydney il 25 maggio.

#### Problemi di salute ed economici
In quel periodo iniziò ad avere una serie di problemi di salute e per un periodo fu trasferito al comando di una guarnigione sull'Isola Norfolk. Quando tornò a Sydney era molto malato, gli fu data una licenza e fece ritorno in Inghilterra. Durante il viaggio perse completamente la vista, che riacquistò solo in parte nel suo soggiorno inglese, durante il quale pubblicò un resoconto dei suoi due viaggi. Dopo che ebbe inoltrato varie domande, l'Ufficio coloniale gli concesse un terreno di 2.024 ettari in Australia a patto che rinunciasse alle sue entrate come militare. Il 20 settembre 1834 sposò Charlotte Greene, con la quale si imbarcò e giunse a Sydney a metà del 1835. Con l'intenzione di stabilirsi nella vita di campagna, ad agosto acquistò 789 ettari di terra a Mittagong, nei pressi di Canberra, dove visse per due anni. In quel periodo fu giudice di pace, membro della direzione dell'Australian Museum a Sydney ed ebbe il primo figlio Napier George. Comprò altra terra nella campagna australiana tra Liverpool e Campbelltown, dove costruì un'altra casa.
Nel 1838 problemi economici lo costrinsero a vendere la sua proprietà a Mittagong e a gestire e finanziare senza fortuna il trasferimento di bestiame da Sydney ad Adelaide, guidò personalmente la mandria lungo il Murray stilando una nuova mappatura del fiume. Il 30 ottobre tornò a Sydney subito dopo la nascita del secondo figlio Charles. Accettò l'offerta di un posto di lavoro statale ad Adelaide e si trasferì con la famiglia nel febbraio 1839. A settembre dovette rinunciare all'incarico quando l'ispettore generale Edward Frome arrivò da Londra e il governatore Gawler lo aiutò trovandogli un lavoro a stipendio ridotto. A novembre Sturt, la moglie e Gawler fecero un'escursione lungo la valle del Murray, durante la quale un giovane perse la vita, una tragedia che colpì profondamente Sturt. Nel 1841 giunse la notizia che il capitano George Gray avrebbe sostituito Gawler come governatore, Sturt si lamentò all'Ufficio coloniale della giovane età di Grey e si offrì come candidato alternativo alla vicepresidenza, un affronto che Gray non gli perdonò.
Gli affari di Sturt peggiorarono, Gray lo nominò vice commissario ma si rifiutò di assegnargli l'incarico di segretario coloniale per la sua vista troppo scarsa. Fu poi abolita la figura dell'assistente commissario e a Sturt fu affidato il posto di cancelliere generale con uno stipendio molto più basso. Con una situazione debitoria che peggiorava, nel 1843 presentò all'Ufficio coloniale un amibizioso piano per esplorare la sconosciuta parte centrale dell'Australia. Il suo progetto fu respinto nel maggio 1844 ma gli venne affidata una più limitata esplorazione nella stessa area per verificare l'esistenza di una catena montuosa.

#### Terza spedizione
La nuova spedizione ebbe inizio il 10 agosto 1844 da Adelaide, raggiunse il fiume Murray e lo risalì fino alla confluenza con il Darling, risalì lo stesso Darling fino alla zona del lago Cawndilla, dove per due mesi esplorarono i dintorni della catena montuosa Barrier. A dicembre rimasero a corto d'acqua e alcuni uomini si ammalarono di scorbuto, si spostarono quindi più a nord ma il caldo prosciugò le riserva naturali d'acqua di quella zona, dal 27 gennaio al 16 luglio 1845 furono intrappolati in un luogo troppo caldo e il secondo di Sturt morì di scorbuto. Le piogge di luglio migliorarono la situazione, la ricerca continuò e arrivarono nella zona del lago Eyre, scoperto alcuni anni prima da Edward John Eyre. Sturt alla fine abbandonò l'idea di trovare un altro mare interno. Nel viaggio di ritorno a sua volta si ammalò di scorbuto ma fu curato e raggiunse Adelaide il 19 gennaio 1846.

### Gli ultimi anni
Gray era stato nel frattempo sostituito e Sturt fu nominato tesoriere coloniale, all'inizio del 1847 fece domanda di congedo, partì per l'Inghilterra l'8 maggio e a Londra pubblicò un resoconto della spedizione. Al ritorno ad Adelaide nell'agosto 1849 fu nominato segretario coloniale ma la sua vista peggiorò e alla fine del 1851 andò in pensione con una rendita mensile di 600 sterline. Nel 1853 tornò controvoglia in Inghilterra con la famiglia per garantire un futuro ai figli e visse gli ultimi anni a Cheltenham. Attraversò nuove difficoltà economiche e morì in povertà il 16 giugno 1869. Nel 1916 fu inaugurata nel centro di Adelaide una statua in bronzo che lo raffigura. Ha dato il nome all'Università Charles Sturt che ha diverse sedi nel Nuovo Galles del Sud.